# بلاخوونیا
بلاخوونیا (به لاتین: Blachownia) یک شهر در لهستان است که در گمینا بلاخوونیا واقع شده‌است. بلاخوونیا ۳۶٫۵۳ کیلومتر مربع مساحت و ۹٬۸۶۳ نفر جمعیت دارد.